# Pallavolo ai Giochi della XXXI Olimpiade - Qualificazioni al torneo maschile (CEV)
Le qualificazioni europee di pallavolo maschile ai Giochi della XXXI Olimpiade si sono svolte dal 4 al 9 gennaio 2016 a Berlino, in Germania: al torneo hanno partecipato otto squadre nazionali europee e la prima classificata si è qualificata per i Giochi della XXXI Olimpiade.

## Impianti
|                                                                           |  |  |
|                                                                           |  |  |
| Max-Schmeling-Halle Città: Berlino Capienza: 11 000 Anno d'apertura: 1996 |  |  |

## Regolamento

### Formula
Le squadre hanno disputato una prima fase a gironi con formula del girone all'italiana; al termine della prima fase le prime due classificate di ogni girone hanno acceduto alla fase finale, strutturata in semifinali, finale per il terzo posto e finale.

### Criteri di classifica
Se il risultato finale è stato di 3-0 o 3-1 sono stati assegnati 3 punti alla squadra vincente e 0 a quella sconfitta, se il risultato finale è stato di 3-2 sono stati assegnati 2 punti alla squadra vincente e 1 a quella sconfitta.
L'ordine del posizionamento in classifica è stato definito in base a:
- Numero di partite vinte;
- Punti;
- Ratio dei set vinti/persi;
- Ratio dei punti realizzati/subiti;
- Risultati degli scontri diretti.

## Squadre partecipanti
| Squadra   | Qualificazione      |
| --------- | ------------------- |
| Belgio    | 9ª nel ranking CEV  |
| Bulgaria  | 3ª nel ranking CEV  |
| Finlandia | 8ª nel ranking CEV  |
| Francia   | 7ª nel ranking CEV  |
| Germania  | Paese organizzatore |
| Polonia   | 4ª nel ranking CEV  |
| Russia    | 1ª nel ranking CEV  |
| Serbia    | 6ª nel ranking CEV  |

## Torneo

### Fase a gironi
| Girone A | Girone B  |
| -------- | --------- |
| Belgio   | Bulgaria  |
| Germania | Finlandia |
| Polonia  | Francia   |
| Serbia   | Russia    |

#### Girone A

##### Risultati
| 5 gennaio 2016 Max-Schmeling-Halle, Berlino Durata: 1h:49 - Spettatori: 2 500 | Belgio   | 0 - 3 | Germania | 26-28, 19-25, 24-26               |
| 5 gennaio 2016 Max-Schmeling-Halle, Berlino Durata: 2h:00 - Spettatori: 3 300 | Serbia   | 1 - 3 | Polonia  | 25-22, 18-25, 23-25, 21-25        |
| 6 gennaio 2016 Max-Schmeling-Halle, Berlino Durata: 1h:29 - Spettatori: 3 500 | Germania | 3 - 0 | Serbia   | 25-20, 26-24, 25-20               |
| 7 gennaio 2016 Max-Schmeling-Halle, Berlino Durata: 1h:32 - Spettatori: 2 300 | Polonia  | 3 - 0 | Belgio   | 25-20, 30-28, 25-19               |
| 8 gennaio 2016 Max-Schmeling-Halle, Berlino Durata: 1h:54 - Spettatori: 1 300 | Serbia   | 3 - 1 | Belgio   | 25-18, 21-25, 25-21, 25-21        |
| 8 gennaio 2016 Max-Schmeling-Halle, Berlino Durata: 2h:08 - Spettatori: 7 200 | Polonia  | 2 - 3 | Germania | 25-21, 17-25, 22-25, 25-20, 10-15 |

##### Classifica
| Pos | Squadra  | Pt | G | V | P | SV | SP | Ratio | PF  | PS  | Ratio |
| --- | -------- | -- | - | - | - | -- | -- | ----- | --- | --- | ----- |
| 1   | Germania | 8  | 3 | 3 | 0 | 9  | 2  | 4.500 | 261 | 232 | 1.125 |
| 2   | Polonia  | 7  | 3 | 2 | 1 | 8  | 4  | 2.000 | 276 | 260 | 1.061 |
| 3   | Serbia   | 3  | 3 | 1 | 2 | 4  | 7  | 0.571 | 247 | 258 | 0.957 |
| 4   | Belgio   | 0  | 3 | 0 | 3 | 1  | 9  | 0.111 | 221 | 255 | 0.866 |

#### Girone B

##### Risultati
| 5 gennaio 2016 Max-Schmeling-Halle, Berlino Durata: 1h:14 - Spettatori: 1 900 | Finlandia | 0 - 3 | Russia    | 17-25, 16-25, 19-25        |
| 6 gennaio 2016 Max-Schmeling-Halle, Berlino Durata: 2h:04 - Spettatori: 1 400 | Bulgaria  | 3 - 1 | Finlandia | 29-27, 25-15, 23-25, 25-22 |
| 6 gennaio 2016 Max-Schmeling-Halle, Berlino Durata: 1h:39 - Spettatori: 2 900 | Russia    | 1 - 3 | Francia   | 15-25, 25-20, 17-25, 19-25 |
| 7 gennaio 2016 Max-Schmeling-Halle, Berlino Durata: 1h:18 - Spettatori: 1 900 | Bulgaria  | 0 - 3 | Russia    | 20-25, 22-25, 17-25        |
| 7 gennaio 2016 Max-Schmeling-Halle, Berlino Durata: 1h:14 - Spettatori: 2 500 | Francia   | 3 - 0 | Finlandia | 25-21, 25-20, 25-16        |
| 8 gennaio 2016 Max-Schmeling-Halle, Berlino Durata: 1h:21 - Spettatori: 4 500 | Francia   | 3 - 0 | Bulgaria  | 25-19, 25-20, 25-15        |

##### Classifica
| Pos | Squadra   | Pt | G | V | P | SV | SP | Ratio | PF  | PS  | Ratio |
| --- | --------- | -- | - | - | - | -- | -- | ----- | --- | --- | ----- |
| 1   | Francia   | 9  | 3 | 3 | 0 | 9  | 1  | 9.000 | 245 | 187 | 1.310 |
| 2   | Russia    | 6  | 3 | 2 | 1 | 7  | 3  | 2.333 | 226 | 206 | 1.097 |
| 3   | Bulgaria  | 3  | 3 | 1 | 2 | 3  | 7  | 0.428 | 215 | 239 | 0.899 |
| 4   | Finlandia | 0  | 3 | 0 | 3 | 1  | 9  | 0.111 | 198 | 252 | 0.785 |

### Fase finale
|  | Semifinali | Semifinali | Semifinali |        |         | Finale 1º/2º posto | Finale 1º/2º posto | Finale 1º/2º posto |  |
|  |            |            |            |        |         |                    |                    |                    |  |
|  | Francia    | Francia    | 3          |        |         |                    |                    |                    |  |
|  | Francia    | Francia    | 3          |        |         |                    |                    |                    |  |
|  | Polonia    | Polonia    | 0          |        |         |                    |                    |                    |  |
|  | Polonia    | Polonia    | 0          |        | Francia | Francia            | 1                  |                    |  |
|  |            |            |            |        | Francia | Francia            | 1                  |                    |  |
|  |            |            | Russia     | Russia | 3       |                    |                    |                    |  |
|  | Germania   | Germania   | Russia     | Russia | 3       | 1                  |                    |                    |  |
|  | Germania   | Germania   |            |        |         | 1                  |                    |                    |  |
|  | Russia     | Russia     | 3          |        |         | Finale 3º/4º posto | Finale 3º/4º posto | Finale 3º/4º posto |  |
|  | Russia     | Russia     | 3          |        |         |                    |                    |                    |  |
|  |            |            |            |        |         |                    |                    |                    |  |
|  |            |            |            |        |         | Polonia            | Polonia            | 3                  |  |
|  |            |            |            |        |         | Polonia            | Polonia            | 3                  |  |
|  |            |            |            |        |         | Germania           | Germania           | 2                  |  |

#### Semifinali
| 9 gennaio 2016 Max-Schmeling-Halle, Berlino Durata: 1h:41 - Spettatori: 7 200 | Francia  | 3 - 0 | Polonia | 29-27, 32-30, 25-20        |
| 9 gennaio 2016 Max-Schmeling-Halle, Berlino Durata: 2h:18 - Spettatori: 6 900 | Germania | 1 - 3 | Russia  | 33-31, 22-25, 19-25, 24-26 |

#### Finale 3º posto
| 10 gennaio 2016 Max-Schmeling-Halle, Berlino Durata: 2h:20 - Spettatori: 7 200 | Polonia | 3 - 2 | Germania | 20-25, 25-22, 16-25, 28-26, 16-14 |

#### Finale
| 10 gennaio 2016 Max-Schmeling-Halle, Berlino Durata: 1h:44 - Spettatori: 7 000 | Francia | 1 - 3 | Russia | 25-14, 16-25, 23-25, 21-25 |

## Podio

### Campione
Formazione: 1 Aleksej Območaev, 3 Dimitrij Kovalev, 4 Artëm Vol'vič, 5 Sergej Grankin, 8 Sergej Tetjuchin, 9 Jurij Berežko, 11 Andrej Aščev, 12 Konstantin Bakun, 15 Dmitrij Ščerbinin, 16 Aleksej Verbov, 17 Maksim Michajlov, 18 Aleksandr Volkov, 19 Egor Kljuka, 22 Aleksandr Markin, CT: Vladimir Alekno

### Secondo posto
Formazione: 1 Jonas Aguenier, 2 Jenia Grebennikov, 4 Antonin Rouzier, 6 Benjamin Toniutti, 7 Kévin Tillie, 9 Earvin N'Gapeth, 10 Kévin Le Roux, 11 Julien Lyneel, 13 Pierre Pujol, 14 Nicolas Le Goff, 16 Nicolas Maréchal, 17 Franck Lafitte, 18 Nicolas Rossard, 21 Mory Sidibé, CT: Laurent Tillie

### Terzo posto
Formazione: 1 Wojciech Żaliński, 3 Dawid Konarski, 6 Bartosz Kurek, 7 Karol Kłos, 8 Andrzej Wrona, 9 Mateusz Bieniek, 10 Damian Wojtaszek, 11 Fabian Drzyzga, 12 Grzegorz Łomacz, 13 Michał Kubiak, 17 Paweł Zatorski, 18 Marcin Możdżonek, 20 Mateusz Mika, 21 Rafał Buszek, CT: Stéphane Antiga

## Classifica finale
| Pos | Squadra   | Qualificazione                               |
| --- | --------- | -------------------------------------------- |
|     | Russia    | Giochi della XXXI Olimpiade                  |
|     | Francia   | Torneo di qualificazione mondiale (girone A) |
|     | Polonia   | Torneo di qualificazione mondiale (girone A) |
| 4   | Germania  |                                              |
| 5   | Bulgaria  |                                              |
| 5   | Serbia    |                                              |
| 7   | Belgio    |                                              |
| 7   | Finlandia |                                              |